# Helianthemum canum
Hélianthème blanchâtre, Hélianthème blanc
Espèce
Classification phylogénétique
Helianthemum canum, l'Hélianthème blanchâtre ou Hélianthème blanc est une plante du genre Helianthemum et de la famille des Cistacées.

## Synonyme
- Helianthemum oelandicum subsp. incanum (Willkomen) López González

## Description
Petit plante haute de 10 à 20 cm, aux tiges ramifiées au sommet et ligneuses à la base, portant de petites feuilles allongées, molles, blanches cotonneuses en dessous. Petites fleurs (8 à 15 mm), disposées en grappes de 3 à 5. Floraison de mai à aout.

## Habitat
Rochers, pelouses rocailleuses, éboulis dans des lieux ensoleillés, sur terrain calcaire jusqu'à 1 700 m en montagne.